# 크로스 플랫폼 플레이
비디오 게임에서 크로스 플랫폼 플레이(cross-platform play)는 서로 다른 비디오 게임 하드웨어를 사용하는 플레이어들이 동시에 같이 플레이할 수 있는 기능을 가리킨다. 주로 플레이어가 어떤 한 비디오 게임기에서 다른 콘솔이나 컴퓨터의 플레이어와 함께 플레이할 수 있는 기능을 뜻한다. 비슷한 개념으로 크로스 세이브(cross-save), 즉 플레이어의 게임 진행상황을 별개의 서버에 저장해 다른 하드웨어 플랫폼에서 이어할 수 있는 것이 있다.

## 역사

### 마이크로소프트
마이크로소프트는 자사의 서비스 퍼뷰를 통해 윈도우 기계와 엑스박스 콘솔 사이의 크로스 플랫폼 플레이를 시도해왔다. 마이크로소프트는 GFWL 인터페이스를 개발해 엑스박스 라이브 서비스와 연동해 크로스 플랫폼 플레이가 가능케하도록 했으며, 최초로 기능을 탑재한 게임은 《섀도우런 (2007)》이었다.

## 같이 보기
- 크로스 플랫폼